# Le Petit Pavé
 (septembre 2023).
Si vous disposez d'ouvrages ou d'articles de référence ou si vous connaissez des sites web de qualité traitant du thème abordé ici, merci de compléter l'article en donnant les références utiles à sa vérifiabilité et en les liant à la section « Notes et références ».
Le Petit Pavé est une maison d'édition française fondée en novembre 1995 par Noëlle Joffard et Gérard Cherbonnier. Située en Anjou, au bord de la Loire, elle se qualifie d'« éditeur généraliste en région ».
Les éditions du Petit Pavé publient, à compte d'éditeur, 20 à 30 titres par an, dans des collections très diverses.
Reconnues aussi bien pour des succès régionaux (dictionnaire de Patois, Histoire des départements racontée aux enfants), que des choix éditoriaux forts (Collection AGORA, Points et Contre-Points...), ou de nombreux prix littéraires (PRIX HEREDIA (poésie) de l'Académie Française ; Prix des Ecrivains de Vendée ; du Livre historique...), les éditions du Petit Pavé ne cesse de s'affirmer, de surprendre, de s'ancrer dans le paysage éditorial.
Les éditions du Petit Pavé sont également membre fondateur de l’Association L'Autre Livre, dont les objectifs visent à défendre la « bibliodiversité » et les intérêts de la petite et moyenne édition. Elle organise pour cela le salon international L’Autre Livre de l’édition indépendante.
Le Petit Pavé est l'un des plus anciens éditeurs de la région Pays de la Loire'

## Catalogue
Le Petit Pavé possède, en 2019, un catalogue de près de 700 titres : romans, essais, poésies, biographies, nouvelles, philosophie, répartis dans plusieurs collections, dont « Dans les pas » (biographie), « Obzor » (Poche), Arkhaïa (réédition d'ouvrages oubliés), Maisons Noires (Policier), 20/20 (Jeunesse), Contes pour Grandir (Jeunesse), « Le Semainier » (poésie),"Les philousophes" (philosophie) etc. 

## Quelques titres et auteurs reconnus
Le Petit Pavé possèdent plus de 700 titres au catalogue, dont...
- Dictionnaire du Patois d'Anjou
- Dans les pas d'Hervé Bazin
- Rimiaux, d'Emile Joulain
- Causer pour dire, d'Yvon Péan
- Insaisissable de Maurice Courant
- Un cadavre dans les douves, de Corinne Champougny (Prix du livre Insulaire Jeunesse  du Salon du livre insulaire de Ouessant 2011)[2]
- Le livre noir de la politique française d’immigration, de La Ligue des droits de l’Homme
- Une vie pour... Ici et là-bas, solidaire, de Alain Desjardin
- Quelques jours en Palestine, de Pascal Pratz
- William Poire (6 tomes), de Jean-Claude Lumet
- un ciel simple, de Nicolas Gilles (Prix Hérédia)
- Les Soliloques du Pauvre, de Jehan Rictus
- Dans les pas de Gaston Couté, de  [[Paul Masson]]
- La fusillade de Fourmies, de Claude Willard
- La Résistance en Eure-et-Loir, de Albert Hude
- L'éducation populaire, un phénix toujours renaissant, de Paul Masson

Le Petit Pavé a édité près de 400 auteurs, dont...
- Péan Yvon
- Alanic Mathilde
- Andrieu Catherine
- Baringou Paul
- Beau Stéphane
- Bell Œil Christophe
- Bodard Philippe
- Body Alain
- Borias Denise
- Bossis François (Prix des écrivains de Vendée)
- Botella Louis
- Bouchoux Corinne
- Brunel Henri
- Cailleau Claude
- Champougny Corinne
- Cherbonnier Jean
- Cléro Didier
- Cognard Sylvie
- Combes Francis
- Dane Pierre
- Desjardin Alain
- Eon Lucie
- Etoc Daniel
- Ferrieux Claude
- Galand Gérard
- Gilbert Philippe
- Goblet Jean
- Gohier Jacques
- Gorius Alain
- Hourlier Jean (directeur de la collection Le Semainier)
- Jacobzone Alain
- Joulain Emile
- Lefrançois Marc
- Layon Léon
- Lumet Jean-Claude
- Lyne Joce
- Macé Jacques
- Masson Paul (éducation populaire)
- Marx Roland
- Maurice Yves
- Milleret Christian
- Moinier Michel
- Nédélec Phillippe
- Poirrier Raymond
- Pratz Pascal
- Raison Jean-Pierre
- Revault Jean-Yves
- Ramolet David
- Sénéquier Axel
- Sens Suzanne
- Tabary Bernard
- Tusseau Jean-Pierre